# Episodi di Pony Express
La prima e unica stagione della serie televisiva Pony Express è andata in onda negli Stati Uniti dal 9 marzo 1960 al 3 giugno 1960 in syndication.
| nº | Titolo originale              | Prima TV USA     |
| -- | ----------------------------- | ---------------- |
| 0  | The Story of Julesberg        | 9 marzo 1960     |
| 1  | The Killer                    | 23 marzo 1960    |
| 2  | The Replacement               | 30 marzo 1960    |
| 3  | The Last Mile                 | 6 aprile 1960    |
| 4  | Payoff                        | 13 aprile 1960   |
| 5  | Wrong Rope                    | 1959             |
| 6  | The Deadly Sniper             | 1960             |
| 7  | Justice for Jenny             | 1960             |
| 8  | The Treaty                    | 1959             |
| 9  | Message from New Orleans      | 1959             |
| 10 | The Good Samaritan            | 11 novembre 1959 |
| 11 | The Peace Offering            | 18 novembre 1959 |
| 12 | Wrong Man                     | 1959             |
| 13 | The Reluctant Bride           | 1959             |
| 14 | Lady's Choice                 | 1959             |
| 15 | Token Payment                 | 1959             |
| 16 | We Ourselves                  | 1960             |
| 17 | Showdown at Thirty Mile Ridge | 30 dicembre 1959 |
| 18 | Bandito                       | 1960             |
| 19 | Princess of Crazy Creek       | 1959             |
| 20 | The Theft                     | 20 gennaio 1960  |
| 21 | Duel at Devil's Canyon        | 1960             |
| 22 | Vendetta                      | 3 febbraio 1960  |
| 23 | Mail for a Male               | 1960             |
| 24 | The Breadwinner               | 17 febbraio 1960 |
| 25 | The Golden Circle             | 24 febbraio 1960 |
| 26 | The Station Keeper's Bride    | 2 marzo 1960     |
| 27 | The Pendant                   | 16 marzo 1960    |
| 28 | Special Delivery              | 20 aprile 1960   |
| 29 | The Wedding of Big Zack       | 27 aprile 1960   |
| 30 | The Renegade                  | 3 maggio 1960    |
| 31 | Trial by Fury                 | 10 maggio 1960   |
| 32 | Reclaim                       | 1960             |
| 33 | Ghost of Caribou Ridge        | 1960             |
| 34 | The Search                    | 3 giugno 1960    |

## The Story of Julesberg
- Prima televisiva: 9 marzo 1960
- Diretto da: Lewis R. Foster
- Scritto da: Sam Peckinpah

### Trama
- Guest star: Chuck Courtney, Johnny Western, James Best (Bart Gentry), Helen Westcott (Lucy), Sebastian Cabot (Jules Renni), Claude Akins, William Fawcett, Chuck Webster

## The Killer
- Prima televisiva: 23 marzo 1960

### Trama
- Guest star: Elsa Cárdenas (Cayalanee), Ralph Purdom (Charles Murchison), Norman Leavitt (Ben Tate - Way Station Manager), Boyd 'Red' Morgan (Deputy Gus Leversee), John Lawrence (Wes Mchail), Mark Allen (Marshal Stahl), Frank Richards (LeRoy Willick)

## The Replacement
- Prima televisiva: 30 marzo 1960

### Trama
- Guest star: George Eldredge (Martin Fletcher), Max Mellinger (Stationkeeper Cary), Montie Montana (conducente della diligenza), Robert Williams (Gerrity), Robert Anderson (Tom Sidell), Maggie Pierce (Ella Sidell), Robert Stevenson (Marshal Winfield), John Reich (Ross), Boyd 'Red' Morgan (Karney Brother)

## The Last Mile
- Prima televisiva: 6 aprile 1960

### Trama
- Guest star: Stephen Joyce (Tommy Brand), Hugh Sanders (Tanner), Jack Orrison (Graham), Rex Holman (Jenkins), Madlyn Rhue (Ellen Fairchild), Robert Brubaker (Jake Murdock), James Parnell (Grimes)

## Payoff
- Prima televisiva: 13 aprile 1960

### Trama
- Guest star: Douglas Kennedy (Marshal Jeb Loring), Paul Carr (Gunner Jackford), Charles Cane (Trimble), Paul Case

## Wrong Rope
- Prima televisiva: 1959

### Trama
- Guest star: Charles Maxwell (Ashley Montague), Susana Contreras (Jan Barrett), Perry Ivins (Old Farmer), Dabbs Greer (sceriffo Barnett), George Brenlin (Beau Montague), Harry Tyler (Neal Jackson)

## The Deadly Sniper
- Prima televisiva: 1960

### Trama
- Guest star: Boyd 'Red' Morgan, Terry Frost, Claudia Barrett (Molly), Peggy Stewart, Earle Hodgins, Jerry Summers

## Justice for Jenny
- Prima televisiva: 1960

### Trama
- Guest star: Jenny Maxwell (Jenny), Dickie Jones (Bill), Walter Coy (Abe)

## The Treaty
- Prima televisiva: 1959

### Trama
- Guest star:

## Message from New Orleans
- Prima televisiva: 1959

### Trama
- Guest star: Sam Edwards (barista), Craig Duncan (Al - Gambler), Bill Coontz (Bully), Joseph Vitale (Jed), Bethel Leslie (Marie Darcy), Stephen Bekassy (Pierre Marceau), Ralph Reed (Kit Dennison), Bill Catching (Pete Crandall), Ethan Laidlaw (Sam)

## The Good Samaritan
- Prima televisiva: 11 novembre 1959
- Diretto da: Jean Yarbrough
- Scritto da: Rudy Makoul, Joel Rogosin

### Trama
- Guest star: Burt Reynolds (Adam), Whitney Blake (Lorrie), Howard McNear (Ralph Whitaker), Jackie Blanchard (Nettie Parnell), Paul Sorensen (maniscalco)

## The Peace Offering
- Prima televisiva: 18 novembre 1959

### Trama
- Guest star: Wesley Lau (Hager), Lisa Gaye (Lotta Lee)

## Wrong Man
- Prima televisiva: 1959

### Trama
- Guest star:

## The Reluctant Bride
- Prima televisiva: 1959

### Trama
- Guest star:

## Lady's Choice
- Prima televisiva: 1959

### Trama
- Guest star:

## Token Payment
- Prima televisiva: 1959

### Trama
- Guest star:

## We Ourselves
- Prima televisiva: 1960

### Trama
- Guest star:

## Showdown at Thirty Mile Ridge
- Prima televisiva: 30 dicembre 1959

### Trama
- Guest star: Douglas Fowley

## Bandito
- Prima televisiva: 1960

### Trama
- Guest star: Della Sharman (Susan Tate), Slim Pickens (Eph Haddlebird), Robert Ivers (Clarence McGroo), Tudor Owen (Liam McClintock), Christopher Dark (Miguel Avarado aka Running Knife), Douglas Kennedy (generale Tate), Edward Norris (Padré Diaz), Alan Wells (Hosanna)

## Princess of Crazy Creek
- Prima televisiva: 1959

### Trama
- Guest star: Phil Chambers, Bill Giorgio, Nobu McCarthy (principessa Yashiko), Dale Ishimoto (Toshio), Gregg Palmer, Norman Alden, David Leland

## The Theft
- Prima televisiva: 20 gennaio 1960

### Trama
- Guest star: Ross Elliott, Pamela Duncan (Rose), William Henry (Gorman)

## Duel at Devil's Canyon
- Prima televisiva: 1960

### Trama
- Guest star:

## Vendetta
- Prima televisiva: 3 febbraio 1960

### Trama
- Guest star: Steve Brodie (Pete), Ric Marlow (Ward), Paula Raymond (Amanda)

## Mail for a Male
- Prima televisiva: 1960

### Trama
- Guest star:

## The Breadwinner
- Prima televisiva: 17 febbraio 1960

### Trama
- Guest star: Jennifer Raine (Tracy Holland)

## The Golden Circle
- Prima televisiva: 24 febbraio 1960

### Trama
- Guest star: Nancy Hadley (Belle Terry), Emory Parnell (Senator)

## The Station Keeper's Bride
- Prima televisiva: 2 marzo 1960

### Trama
- Guest star: Judy Bamber (Victoria), Donald Murphy (Sargent), Bill Cord (Clyde)

## The Pendant
- Prima televisiva: 16 marzo 1960

### Trama
- Guest star: Paul Wexler (Dipper), Natalie Trundy (Amber)

## Special Delivery
- Prima televisiva: 20 aprile 1960

### Trama
- Guest star: Denver Pyle (Hank Watson), Mort Mills (Strobridge), Jim Canino (Pete)

## The Wedding of Big Zack
- Prima televisiva: 27 aprile 1960

### Trama
- Guest star: Dick Wessel (Big Zack), Joe Flynn (Applegate), Alan Aric (Hank)

## The Renegade
- Prima televisiva: 3 maggio 1960

### Trama
- Guest star: Richard Karlan (Lafe Carlin)

## Trial by Fury
- Prima televisiva: 10 maggio 1960

### Trama
- Guest star: Robert Gist (Slater), Robert Ivers (McGroo), Morgan Jones (Plum)

## Reclaim
- Prima televisiva: 1960

### Trama
- Guest star:

## Ghost of Caribou Ridge
- Prima televisiva: 1960

### Trama
- Guest star: Victor Lundin, Herman Rudin, Valerie Allen, Kay E. Kuter, Bill Erickson

## The Search
- Prima televisiva: 3 giugno 1960

### Trama
- Guest star: Suzanne Edwards, Ron Hagerthy (Mantle), Eddy Waller (Nate), Monte Blue (Bright Eagle), I. Stanford Jolley (Singing Arrow)